# Chim bổ hạt Clark
Chim bổ hạt Clark (Nucifraga columbiana) là một loài chim trong họ Corvidae.
Loài này có thể được nhìn thấy ở miền tây Bắc Mỹ từ British Columbia và Alberta tây ở phía bắc tới Baja California và trung tâm New Mexico ở phía nam. Ngoài ra còn có một quần thể nhỏ cô lập trên đỉnh Cerro Potosí, độ cao 3.700 m, trong Nuevo León, phía đông bắc Mexico. Loài này chủ yếu được tìm thấy trong núi ở độ cao 900-3.900 mét trong rừng tùng. Bên ngoài mùa sinh sản, chúng có thể đi lang thang rộng rãi đến độ cao thấp hơn và cũng ở phía đông xa như Illinois (và đặc biệt, Pennsylvania), đặc biệt là sau vụ thất mùa của các loại cây hình nón trong khu vực bình thường của chúng.

## Hình ảnh

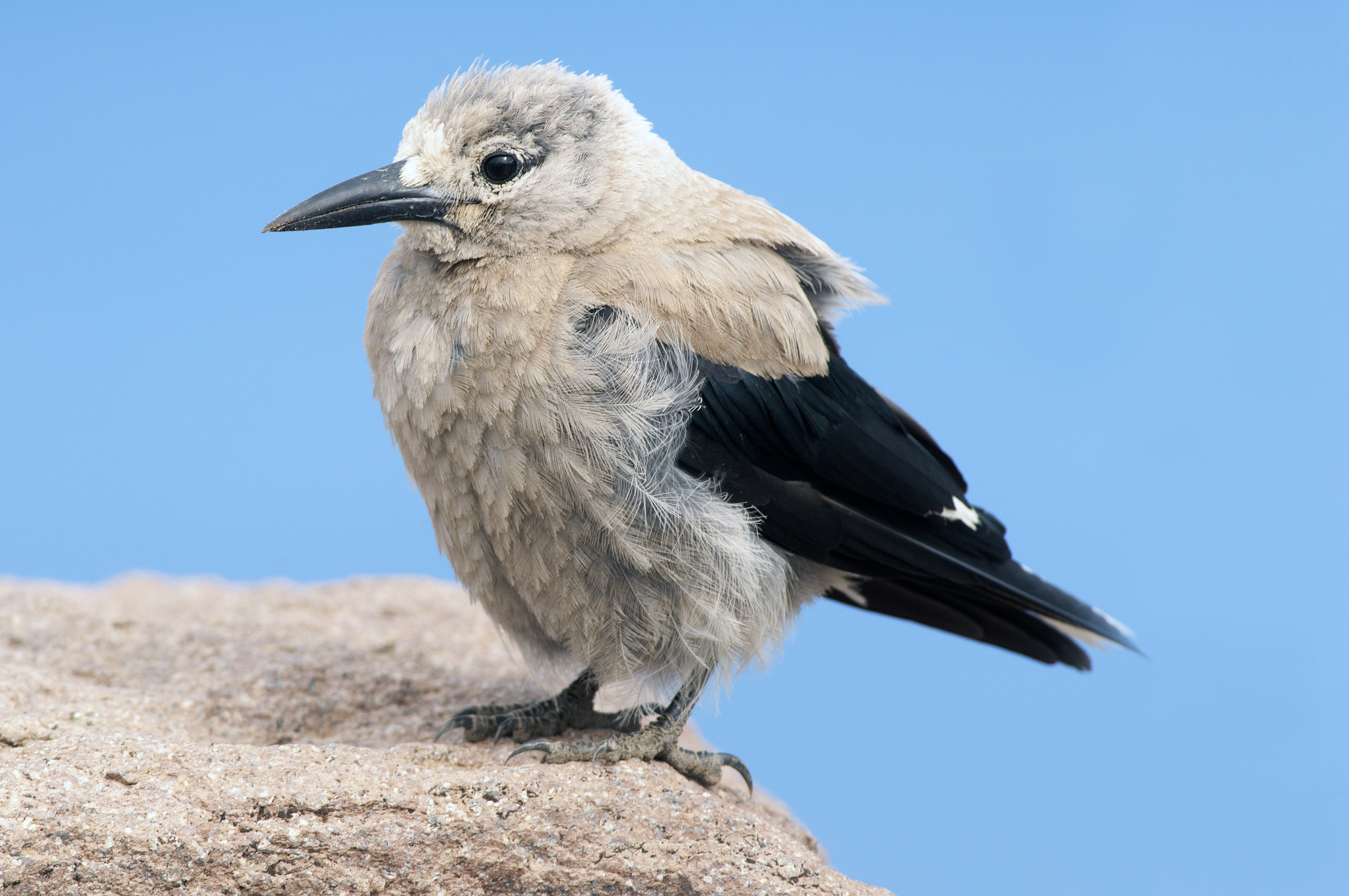
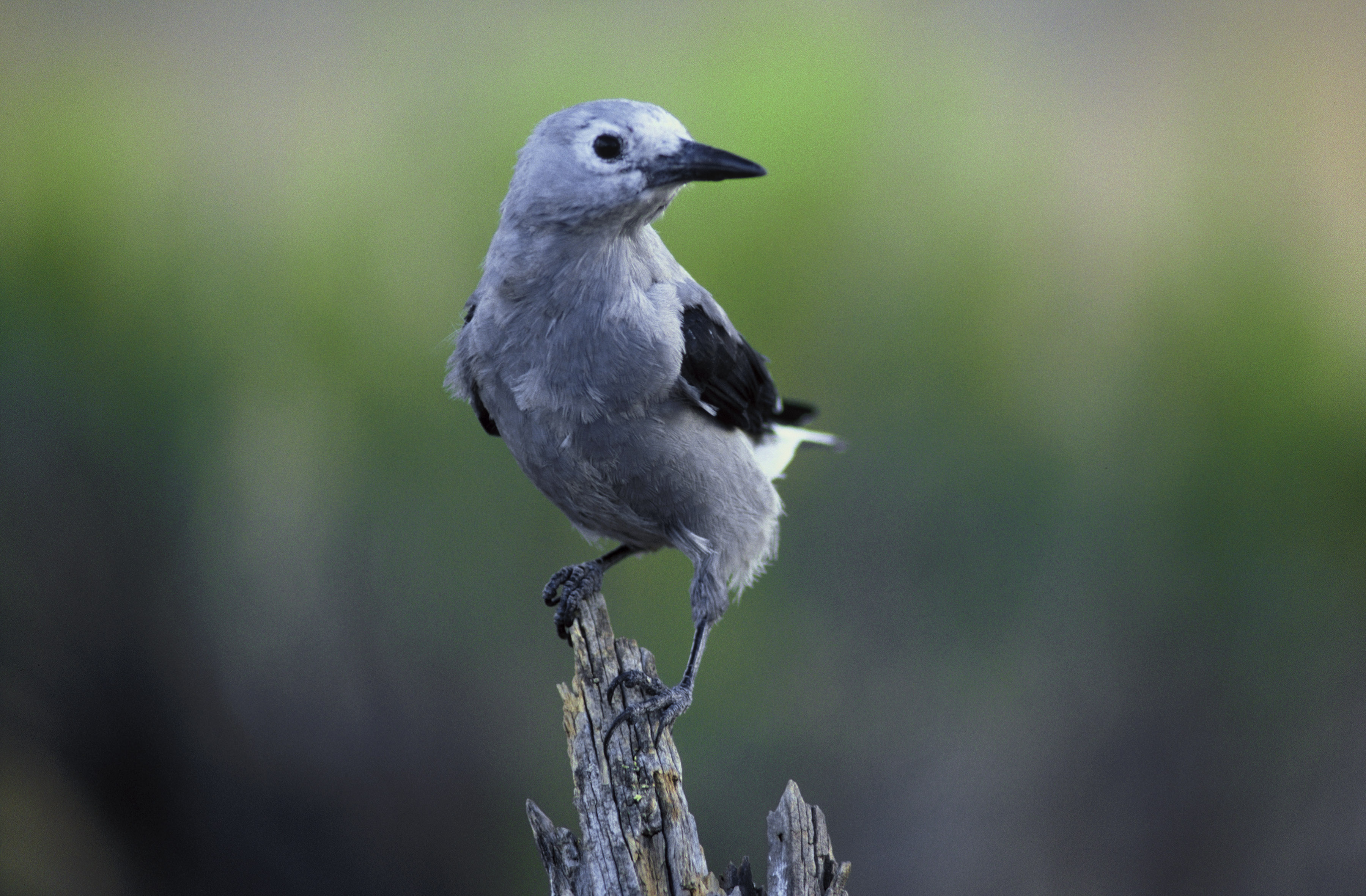
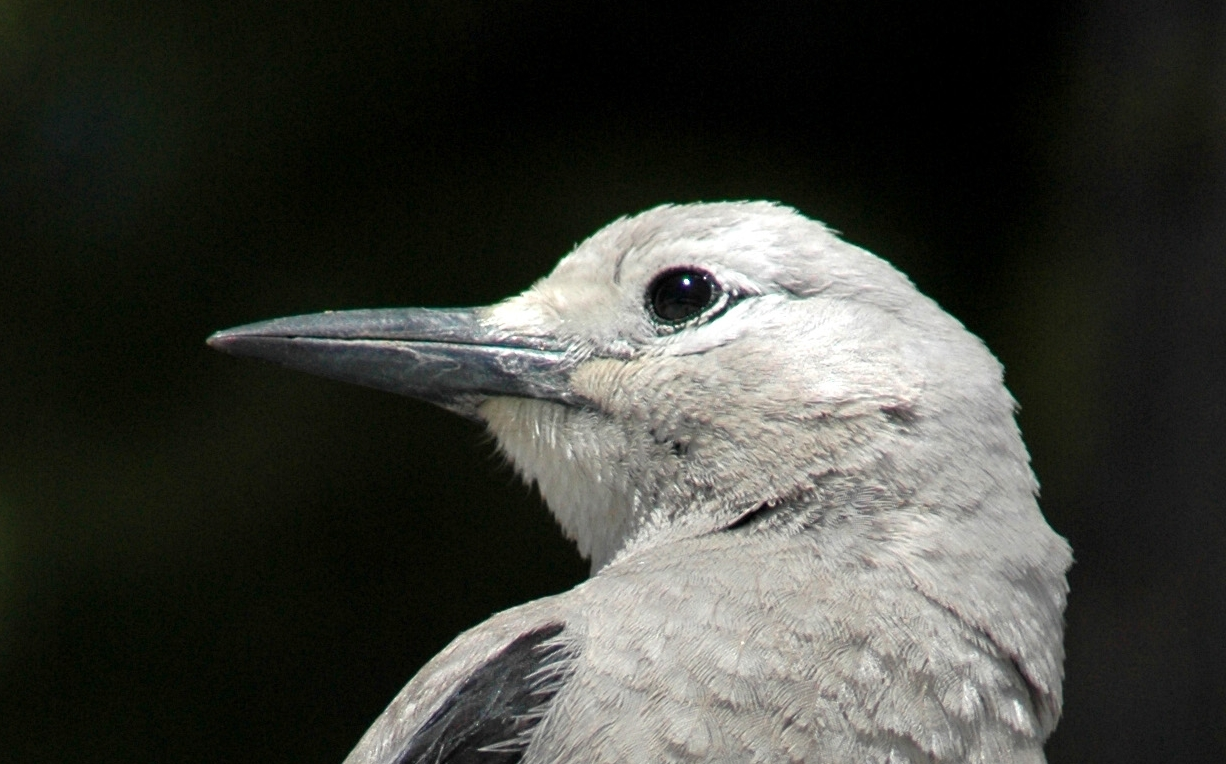
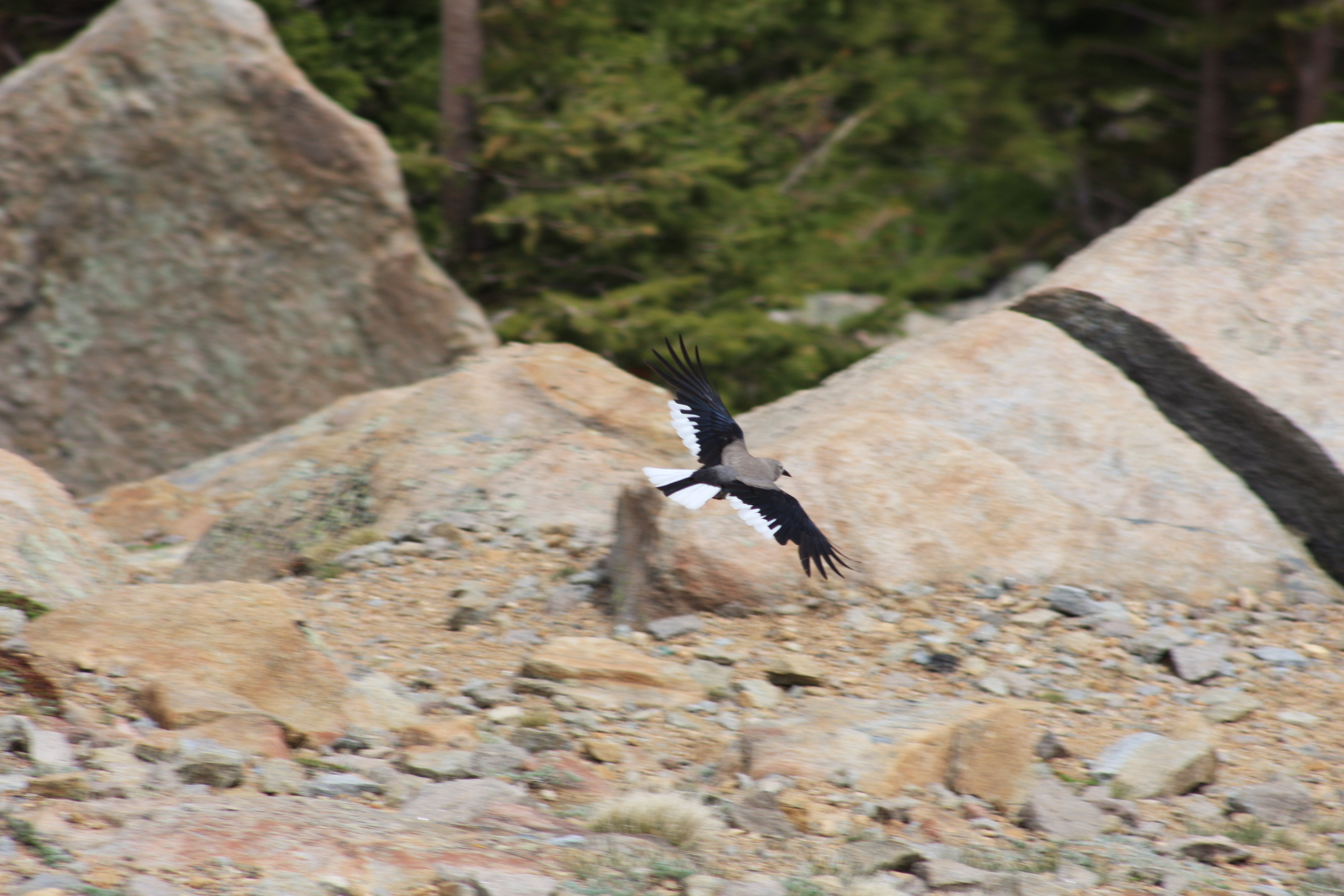